# Bowen (fleuve)
Pour les articles homonymes, voir Bowen.
Le fleuve Bowen (en anglais : Bowen River) est un cours d’eau du nord du Fiordland, dans le district de Southland, en région de Southland, dans l'Île du Sud de la Nouvelle-Zélande.

## Géographie
Il court vers le sud sur 8 km avant de s’écouler de sa vallée suspendue pour former la chute nommée « Lady Bowen Falls », haute de 162 m, et se draine ainsi dans la partie supérieure du Milford Sound. La chute est nommée d’après Diamantina Bowen (en), la femme de George Bowen, le cinquième gouverneur général de Nouvelle-Zélande.
Les chutes d’eau fournissent d'une part de l’électricité pour la ville de Milford Sound en alimentant une petite centrale hydro-électrique, et d'autre part de l’eau de source pour la ville.